# Die Rückkehr der Familie Frankenstein
Die Rückkehr der Familie Frankenstein ist ein US-amerikanischer Fernsehfilm aus dem Jahr 1981, basierend auf der Fernsehserie The Munsters. In diesem Film schlüpften die Original-Darsteller der Serie, Fred Gwynne, Yvonne De Carlo und Al Lewis, zum letzten Mal in ihre alten Paraderollen.

## Handlung
Dr. Dustin Diablo, der Direktor des städtischen Wachsfigurenkabinetts hat einige neue Exponate in seiner Halloween-Kollektion, die eine erschreckende Ähnlichkeit mit der Familie Munster aufweisen. Tatsächlich aber sind es Roboter, die der hinterhältige Dr. Diablo benutzt, um Juweliergeschäfte zu plündern.
So dauert es nicht lange, bis die Polizei an der Pforte des Hauses in der Mockingbird Lane 1313 klingelt und Herman und Opa wegen schweren Raubes verhaftet. Nach einwandfreier Identifikation werden sie ins Gefängnis gesteckt, brechen jedoch schon bald wieder aus um ihre Unschuld zu beweisen.
Tatsächlich finden sie heraus, was Dr. Diablo plant. Alle bisherigen Raubzüge waren nur Tests zur Vorbereitung auf den großen Coup. Anlässlich der diesjährigen großen Halloween-Ausstellung soll eine dreitausend Jahre alte Mumie mit unschätzbar wertvollen Grabbeigaben, hinter denen Diablo her ist, präsentiert werden.
Opa Munster hat die rettende Idee. Per Zauberkraft begibt er sich nach Transsylvanien und holt eine volle Spritze seines „Mumien-Revitalisierungs-Elixiers“. Mit dessen Hilfe erwecken sie den altägyptischen Besucher zu neuem Leben und bringen gemeinsam Dr. Diablo und seine Schergen zur Strecke.
Nachdem der Schurke der Polizei übergeben und der Name der Munsters wieder reingewaschen wurde, begeben sich Herman und Opa zurück in den Schoß ihrer Familie.

## Kritiken
- Lexikon des internationalen Films: „Gag-Komödie, die sich auf die 1964/65 produzierte Fernseh-Erfolgsserie ‚Die Munsters‘ bezieht: […] Unterhaltung ohne jeglichen Anspruch, ganz auf kurzzeitige Lacher hin konzipiert.“[2]

## Sonstiges
- Die Außenaufnahmen auf dem Grundstück der Munsters sind Archivmaterial aus dem ersten Munsters-Spielfilm Gespensterparty von 1966. Dies erkennt man vor allem an dem „England-Or-Burst“-Aufkleber an der Seite des Familienautos.
- Cousin Phantom der Oper wurde von Bob Hastings (u. a. die engl. Originalstimme von Commissioner James Gordon aus der Animated-Batman-Serie) dargestellt. In einer Nebenrolle ist auch Ezra Stone, der bei vielen Episoden der Munsters-Original-Serie Regie führte, zu sehen.
- Hauptdarsteller Fred Gwynne bestand darauf, dass die Maskenbildner der Original-Serie, Karl Silvera und Abe Haberman, verpflichtet wurden, um zu gewährleisten, dass der ursprüngliche Munsters-Look beibehalten blieb.
- Gwynne hatte ursprünglich nicht vor, jemals wieder in die Rolle des Herman Munster zu schlüpfen. Als man ihm 15 Jahre nach seinem letzten Auftritt erneut seine Paraderolle anbot, forderte er eine exorbitante Gage mit der Erwartung, dass die Produzenten ablehnten und einen anderen Darsteller suchten. Doch sie stimmten zu und Gwynne übernahm den Part.
- Al Lewis akzeptierte die Rolle in Die Rückkehr der Familie Frankenstein nur unter einer Bedingung: Den Produzenten musste es gelingen, auch Fred Gwynne zu verpflichten.